# Fotbalul în Spania
Fotbalul spaniol este unul din cele mai puternice din lume. Având o echipă națională competitivă, Spania se poate mandri și cu cel mai mare club de fotbal, Real Madrid, club care a adunat în întreaga istorie cele mai multe trofee. Tot Real Madrid are stadionul Santiago Bernabeu, stadion pe care s-a disputat o finală de campionat mondial.